# Inmigración china en Filipinas
Los filipinos chinos, a menudo denominados chinos filipinos (y en filipino como Pilipinong Tsino, Tsinoy, o Pilipinong Intsik), son ciudadanos filipinos de ascendencia china, en su mayoría nacidos y criados en Filipinas. Los filipinos chinos son una de las comunidades chinas de ultramar más grandes del sudeste asiático. En 2013, había aproximadamente 1,35 millones de filipinos con ascendencia china. Además, los sangleys, filipinos con al menos alguna ascendencia china, comprenden una proporción sustancial de la población filipina, aunque no se conocen las cifras reales.
Los sinofilipinos están bien representados en todos los niveles de la sociedad filipina. Muchos filipinos chinos también juegan un papel importante en el sector empresarial filipino.

## Historia
Cuando los españoles llegaron a Filipinas, ya existía una población importante de migrantes de China, todos varones debido a la relación entre los barangays (ciudades-estado) de la isla de Luzón y la dinastía Ming. El primer encuentro de las autoridades españolas con inmigrantes chinos no fue del todo agradable: varios piratas chinos bajo el liderazgo de Limahong, que procedieron a asediar la recién establecida capital española en Manila en 1574. Trató en vano de tomar la ciudad de Manila y posteriormente fue derrotado por las fuerzas combinadas españolas y nativas bajo el liderazgo de Juan de Salcedo en 1575. Casi simultáneamente, el almirante imperial chino Homolcong llegó a Manila donde fue bien recibido. A su partida, llevó consigo a dos sacerdotes, que se convirtieron en los primeros misioneros católicos en China desde Filipinas. Esta visita fue seguida por la llegada de barcos chinos a Manila en mayo de 1603 con funcionarios chinos con el sello oficial del Imperio Ming. Esto llevó a sospechar por parte de los españoles que los chinos habían enviado una flota para intentar conquistar las islas casi indefensas. Sin embargo, al ver la ciudad tan fuertemente defendida como siempre, los chinos no hicieron ningún movimiento hostil.